# HD 92036
Désignations
HD 92036, également désignée HR 4162, est une étoile géante de la constellation de l'Hydre. Elle est visible à l'œil nu avec une magnitude apparente de 4,89. D'après la mesure de sa parallaxe annuelle par le satellite Gaia, l'étoile est située à environ 145 pc (∼473 al) de la Terre. Elle s'éloigne du Système solaire à une vitesse radiale d'environ +17 km/s.
HD 92036 est une étoile géante rouge de type spectral M1 III: Ba0,5, avec la notation « Ba0,5 » qui indique que son spectre présente une surabondance légère en baryum. Cette étoile évoluée est située sur la branche asymptotique des géantes, ce qui signifie qu'elle a terminé la fusion de l'hélium dans son noyau. Son rayon est environ 57 fois plus grand que le rayon solaire, elle est environ 741 fois plus lumineuse que le Soleil et sa température de surface est de 3 972 K.
HD 92036 est une variable suspectée, avec une variation observée de 0,03 magnitude dans la photométrie du satellite Hipparcos.